# Scully-Effekt
Der Scully-Effekt ist ein vor allem in englischsprachigen Ländern diskutiertes Phänomen, wonach Frauen nach der Ausstrahlung der TV-Serie Akte X – Die unheimlichen Fälle des FBI vermehrt sogenannte MINT-Berufe ergriffen, also Tätigkeiten in Mathematik, Informationstechnik, Naturwissenschaften und Technik (engl. STEM für science, technology, engineering, mathematics) anstrebten. Grund dafür soll die heldische Hauptfigur Dana Scully (dargestellt von Gillian Anderson) sein, die als FBI-Agentin und forensische Medizinerin knifflige Fälle löst.

## Belege und Studien
Die wissenschaftliche Beraterin der Serie und Autorin des populärwissenschaftlichen Buchs The Real Science Behind The X-Files: Microbes, Meteorites and Mutants (New York 2001), Anne Simon, bestätigte diesen Effekt noch vor Erscheinen der ersten demoskopischen Studie nach einer Befragung ihrer eigenen Studenten.

„Ich habe meine Klasse, das war glaube ich 1999, gefragt, ob irgendjemand wegen der X-Files hier [in der Vorlesung] sei. Zwei Drittel der Hände gingen in die Höhe. Ich bekomme immer noch E-Mails von Menschen, die mir mitteilen, dass sie mein Buch gelesen haben, weil sie die X-Files mochten. Jemand hatte das Buch für sie gekauft und sie konnten es nicht mehr aus der Hand legen, und dass sie jetzt Wissenschaftler sein wollen.“

Eine Studie vom Geena Davis Institute on Gender in Media in Zusammenarbeit mit der Filmfirma 21st Century Fox und J. Walter Thompson Intelligence belegte die Wirkung von TV-Serien auf die Berufswahl. Es wurden rund 2000 Frauen gefragt, die zu den typischen Zuschauerinnen von Akte X gehörten. Demnach waren tatsächlich diejenigen, denen die Figur der Dana Scully bekannt war, eher bereit, in den Bereichen Naturwissenschaft und Technik zu arbeiten. 63 Prozent der Frauen, die in diesem Bereich tätig sind, sagten, dass Scully ihr Vorbild sei. Ähnlich viele antworteten, Scully habe sie darin bestärkt, in dieser männlich dominierten Arbeitswelt bestehen zu wollen. Die Hälfte sagte, dass ihr Interesse an diesem Bereich durch Scully gewachsen sei.